# Moulin de Saint-Vaast-en-Cambrésis
De Moulin de Saint-Vaast-en-Cambrésis (ook aangeduid als Moulin à Huile) is een naamloze windmolen gelegen in de gemeente Saint-Vaast-en-Cambrésis in het Franse Noorderdepartement.
Deze ronde stenen molen van het type grondzeiler deed dienst als oliemolen. Vooral lijnzaad en papaverzaad werden er verwerkt.

## Geschiedenis
De molen werd in 1857 gebouwd. Hij was tot ongeveer 1900 in bedrijf, waarna hij verlaten werd. Na de Eerste Wereldoorlog werd de molen afgedekt met zink, teneinde het timmerwerk van het dak en een deel van het binnenwerk te beschermen. In 1989 werd de molen aan de ARAM (regionale vereniging van molenvrienden) geschonken. De molenromp bleek nog in betrekkelijk goede staat, hoewel ook hier een restauratie noodzakelijk was. In 1993 werd het wiekenkruis geplaatst en op 24 september van dat jaar werd de molen ingewijd. Daarmee was het de eerste windmolen van de Cambrésis die weer op windkracht kon draaien.

## Trivia
In 2004 was de molen, tijdens de Nationale Molendag, opengesteld door het publiek. Ten gevolge van het grote aantal bezoekers brak de vloer van de eerste verdieping, waardoor een aantal mensen botbreuken opliepen ten gevolge van de val die ze maakten.